# 沙巴半鱨
沙巴半鱨，為輻鰭魚綱鯰形目鱨科的其中一種，為熱帶淡水魚類，分布於亞洲婆羅洲北部淡水流域，體長可達20公分，棲息在底層水域，以昆蟲等為食，生活習性不明。

## 扩展阅读
維基物種上的相關：沙巴半鱨